# Angeliki Koutsonikoli
Angeliki Koutsonikoli (griechisch Αγγελική Κουτσονικολή, * 2. Juni 1989 in Griechenland; † 5. Juli 2012 auf der Autobahn Athen-Korinth) war eine griechische Radrennfahrerin, die im Bahnradsport aktiv war. Sie kam am 5. Juli 2012 bei einem Autounfall ums Leben.
Sie nahm an den UEC-Bahn-Europameisterschaften 2010 in Pruszków und den UEC-Bahn-Europameisterschaften 2011 in Apeldoorn teil. Sie war seit 2006 im Radsport aktiv und startete für den Verein AS Protea. Ab 2009 war sie Mitglied der griechischen Nationalmannschaft.